# Peteu
Peteu, na mitologia grega, é um neto do rei ateniense Erecteu, e pai do usurpador Menesteu. Os habitantes de Stiris, na Fócida, localizada a 120 estádios de Queroneia, diziam ser descendentes dos atenienses que foram expulsos de Atenas por Egeu, junto com Peteu.
De acordo com Diodoro Sículo, Peteu (chamado Petes), o pai de Menesteu, era egípcio; Diodoro racionaliza as lendas que dizem que vários reis de Atenas tinham uma forma dupla, meio animal e meio humano, como sendo por eles terem cidadania dupla, Grega e bárbara.
Peteu era filho de Orneu, filho de Erecteu, e foi o pai de Menesteu, que foi colocado como rei de Atenas por Castor e Pólux nos eventos que se seguiram ao rapto de Helena por Teseu e Pirítoo e seu aprisionamento na Tesprócia.